# 珊琥島
珊琥島（さんごじま）は、岩手県大船渡市の大船渡湾にある無人島である。

## 島の概要

2013年の大船渡湾の航空写真。湾の中心付近の、「しずく型」を上下逆さにしたような形の島が珊琥島。

岩手県沿岸南端、三陸のリアス式海岸の一部を成す、南から北に向かって入り組んだ大船渡湾の湾口から約1.6 km、西側対岸の下船渡漁港からは300 mほどのところに位置する。東側の赤崎町蛸ノ浦との間は400 mほどで、大船渡港に出入港する大型船や外国船は東側航路を航行するよう定められている。南端と北端にそれぞれ1基ずつ灯台がある。
南北約370 m、東西約100 m。湾内に4つある島のうち最も湾口に近く、また最も規模が大きい島である。標高28 mほどで、頂上は平坦である。植生はほとんどがアカマツの天然林で覆われ、ツツジ・ヤマモミジ・コナラなどの広葉樹が混じる。岩手県立博物館学芸員らによる2024年10月の調査では120種の植物が確認され、その中には絶滅危惧種も含まれていた。
中生代末の白亜紀に堆積した、砂岩・礫岩・頁岩などからなる白亜紀層による海成段丘の一部で、その後の陸地の沈降により島となったものと考えられる。島名の由来は、アカマツの林をサンゴに見立てた、あるいは赤崎・大船渡・末崎の三つの浦が合う「三合」が転じたとも考えられる。東北地方に属する岩手県沿岸はサンゴが生息せず、「珊琥」も珊瑚とは異なる文字が当てられている。

## 歴史
下総国北中村（現 千葉県多古町）出身の渋谷嘉助は、明治時代にダイナマイトの輸入で財を成した。鉱山の経営にも進出し、大船渡周辺では石灰石やドロマイトを採掘する複数の鉱山を所有し、主に釜石製鉄所に納めた。珊琥島は、1882年から三陸町越喜来の南部屋が所有していたが、1915年（大正4年）に渋谷の手に渡る。湾を挟んだ西岸の大船渡村と東岸の赤崎村は漁業権を巡る争いが絶えず、これを憂慮した渋谷は和解を願って、1922年に両村共有の公園として島を寄贈した。1924年に大船渡村・赤崎村公園組合が結成され、渋谷からは公園整備費1000円が寄付された。現在の岩手県奥州市水沢出身で外務大臣などを歴任した後藤新平により「珊琥島協同園」と命名された。1943年8月27日に国の名勝に指定された。
1952年、大船渡町・赤崎村・末崎村を含む7町村が合併し大船渡市が発足。島は市の所有となり、テニスコート、四阿、プールなどが整備された。1959年からは電気・電話・水道を引く工事を開始したが、翌年のチリ地震津波により頓挫し、島を訪れる人も少なくなった。1960年4月1日に南灯台、1964年3月20日には北灯台が設置された。漁業協同組合婦人部による草刈りが行われたほか、1978年には「珊琥島をきれいにする会」が発足し、2011年の東日本大震災前までは定期的にボランティアによる草刈りやレクリエーション活動が行われた。2015年頃からはマツ材線虫病による松枯れがみられるようになり、薬剤の注入が行われたが、対処が困難な状況が続いている。2022年からは、東京世田谷ロータリークラブにより、保全に向けた取り組みが進められている。